# Нати (водопад)
Нати (яп. 那智滝 нати-но-таки) — водопад на одноимённой реке на территории посёлка Натикацуура, префектура Вакаяма, Япония.
Является самым высоким водопадом в Японии, не являющимся каскадом; имеет высоту 133 м и ширину 12-13 м. Расход воды составляет одну тонну в секунду, глубина бассейна водопада — 10 м. Один из «трёх знаменитых водопадов Японии».
Водопад находится в горах Нати (полуостров Кии), поросших лесом из хиноки и криптомерии. В 2004 году водопад вошёл в список объектов всемирного наследия ЮНЕСКО как одно из «Священных мест и дорог паломников в горах Кии».
У водопада расположено синтоистское святилище Кумано нати тайся, синтаем которой он является под именем Хиро-гонгэн. Считается, что в водопаде воплощено божество Онамути. Над водопадом висит симэнава (священная верёвка), которую меняют дважды в год во время храмового праздника (мацури). Буддисты считали водопад воплощением богини милосердия Каннон. В «Повести о доме Тайра» рассказывается про молодого монаха, который много дней стоял под водопадом зимой с целью самоочищения, чем заслужил благосклонность Фудо-мёо.